# Interlands Iraans voetbalelftal 2020-2029
Deze pagina toont een chronologisch en gedetailleerd overzicht van de interlands die het Iraans voetbalelftal speelt en heeft gespeeld in de periode 2020 – 2029.

## Interlands

### 2020
|                                                                        |                       |       |                                           |                                                                                                 |
| 8 oktober Vriendschappelijk № 555 «onderlinge duels» 18:00 uur (UTC+5) | Oezbekistan           | 1 – 2 | Iran                                      | Pachtakor Centraalstadion, Tasjkent Toeschouwers: 1.000 Scheidsrechter: Jasoer Moechtarov (UZB) |
| 8 oktober Vriendschappelijk № 555 «onderlinge duels» 18:00 uur (UTC+5) | Eldor Sjomoerodov 53' |       | 43' Sardar Azmoun 51' (pen.) Mehdi Taremi | Pachtakor Centraalstadion, Tasjkent Toeschouwers: 1.000 Scheidsrechter: Jasoer Moechtarov (UZB) |

|                                                                          |                       |                                      |      |                                                                                             |
| 12 november Vriendschappelijk № 556 «onderlinge duels» 18:00 uur (UTC+1) | Bosnië en Herzegovina | 0 – 2                                | Iran | Asim Ferhatović Hasestadion, Sarajevo Toeschouwers: 0 Scheidsrechter: Milovan Milačić (MNE) |
| 12 november Vriendschappelijk № 556 «onderlinge duels» 18:00 uur (UTC+1) |                       | 46' Kaveh Rezaei 90+1' Mehdi Ghayedi |      | Asim Ferhatović Hasestadion, Sarajevo Toeschouwers: 0 Scheidsrechter: Milovan Milačić (MNE) |

### 2021
|                                                                          |                                                                  |       |       |                                                                               |
| 30 maart Vriendschappelijk № 557 «onderlinge duels» 17:30 uur (UTC+3:30) | Iran                                                             | 3 – 0 | Syrië | Azadistadion, Teheran Toeschouwers: 0 Scheidsrechter: Mooud Bonyadifard (IRN) |
| 30 maart Vriendschappelijk № 557 «onderlinge duels» 17:30 uur (UTC+3:30) | Hossein Kanaanizadegan 2' Sardar Azmoun 38' Karim Ansarifard 81' |       |       | Azadistadion, Teheran Toeschouwers: 0 Scheidsrechter: Mooud Bonyadifard (IRN) |

|                                                                                     |                                                         |       |              |                                                                                              |
| 3 juni WK 2022 kwalificatie Tweede ronde № 558 «onderlinge duels» 17:30 uur (UTC+3) | Iran                                                    | 3 – 1 | Hongkong     | Al Muharraqstadion, Muharraq (Bahrein) Toeschouwers: 0 Scheidsrechter: Adham Machadmeh (JOR) |
| 3 juni WK 2022 kwalificatie Tweede ronde № 558 «onderlinge duels» 17:30 uur (UTC+3) | Ali Gholizadeh 23' Vahid Amiri 61' Karim Ansarifard 84' |       | 85' Matt Orr | Al Muharraqstadion, Muharraq (Bahrein) Toeschouwers: 0 Scheidsrechter: Adham Machadmeh (JOR) |

|                                                                                     |                                                      |       |         |                                                                                         |
| 7 juni WK 2022 kwalificatie Tweede ronde № 559 «onderlinge duels» 19:30 uur (UTC+3) | Iran                                                 | 3 – 0 | Bahrein | Bahrain National Stadium, Riffa (Bahrein) Toeschouwers: 0 Scheidsrechter: Fu Ming (CHN) |
| 7 juni WK 2022 kwalificatie Tweede ronde № 559 «onderlinge duels» 19:30 uur (UTC+3) | Sardar Azmoun 54' Sardar Azmoun 61' Mehdi Taremi 79' |       |         | Bahrain National Stadium, Riffa (Bahrein) Toeschouwers: 0 Scheidsrechter: Fu Ming (CHN) |

|                                                                                      |          | |      |                                                                                                |
| 11 juni WK 2022 kwalificatie Tweede ronde № 560 «onderlinge duels» 17:30 uur (UTC+3) | Cambodja | 0 – 10 | Iran | Bahrain National Stadium, Riffa (Bahrein) Toeschouwers: 0 Scheidsrechter: Kim Jong-hyeok (KOR) |
| 11 juni WK 2022 kwalificatie Tweede ronde № 560 «onderlinge duels» 17:30 uur (UTC+3) |          | 16' (pen.) Alireza Jahanbakhsh 22' Shojae Khalilzadeh 27' Mehdi Taremi 32' (e.d.) Sor Rotana 58' Milad Mohammadi 63' Morteza Pouraliganji 77' (pen.) Karim Ansarifard 80' Kaveh Rezaei 84' Mehdi Ghayedi 86' Kaveh Rezaei |      | Bahrain National Stadium, Riffa (Bahrein) Toeschouwers: 0 Scheidsrechter: Kim Jong-hyeok (KOR) |

|                                                                                      |                   |       |      |                                                                                              |
| 15 juni WK 2022 kwalificatie Tweede ronde № 561 «onderlinge duels» 19:30 uur (UTC+3) | Iran              | 1 – 0 | Irak | Al Muharraqstadion, Muharraq (Bahrein) Toeschouwers: 0 Scheidsrechter: Ilgiz Tantasjev (UZB) |
| 15 juni WK 2022 kwalificatie Tweede ronde № 561 «onderlinge duels» 19:30 uur (UTC+3) | Sardar Azmoun 35' |       |      | Al Muharraqstadion, Muharraq (Bahrein) Toeschouwers: 0 Scheidsrechter: Ilgiz Tantasjev (UZB) |

|                                                                                            |                         |       |       |                                                                        |
| 2 september WK 2022 kwalificatie Derde ronde № 562 «onderlinge duels» 20:30 uur (UTC+3:30) | Iran                    | 1 – 0 | Syrië | Azadistadion, Teheran Toeschouwers: 0 Scheidsrechter: Ryuji Sato (JPN) |
| 2 september WK 2022 kwalificatie Derde ronde № 562 «onderlinge duels» 20:30 uur (UTC+3:30) | Alireza Jahanbakhsh 56' |       |       | Azadistadion, Teheran Toeschouwers: 0 Scheidsrechter: Ryuji Sato (JPN) |

|                                                                                         |      |                                                            |      |                                                                                            |
| 7 september WK 2022 kwalificatie Derde ronde № 563 «onderlinge duels» 21:00 uur (UTC+3) | Irak | 0 – 3                                                      | Iran | Khalifa Internationaal Stadion, Doha (Qatar) Toeschouwers: 0 Scheidsrechter: Ma Ning (CHN) |
| 7 september WK 2022 kwalificatie Derde ronde № 563 «onderlinge duels» 21:00 uur (UTC+3) |      | 3' Alireza Jahanbakhsh 69' Mehdi Taremi 90' Ali Gholizadeh |      | Khalifa Internationaal Stadion, Doha (Qatar) Toeschouwers: 0 Scheidsrechter: Ma Ning (CHN) |

|                                                                                       |        |                  |      |                                                                            |
| 7 oktober WK 2022 kwalificatie Derde ronde № 564 «onderlinge duels» 20:45 uur (UTC+4) | V.A.E. | 0 – 1            | Iran | Zabeelstadion, Dubai Toeschouwers: 3.034 Scheidsrechter: Chris Beath (AUS) |
| 7 oktober WK 2022 kwalificatie Derde ronde № 564 «onderlinge duels» 20:45 uur (UTC+4) |        | 70' Mehdi Taremi |      | Zabeelstadion, Dubai Toeschouwers: 3.034 Scheidsrechter: Chris Beath (AUS) |

|                                                                                           |                         |       |                   |                                                                          |
| 12 oktober WK 2022 kwalificatie Derde ronde № 565 «onderlinge duels» 17:00 uur (UTC+3:30) | Iran                    | 1 – 1 | Zuid-Korea        | Azadistadion, Teheran Toeschouwers: 0 Scheidsrechter: Ahmed Al-Kaf (OMA) |
| 12 oktober WK 2022 kwalificatie Derde ronde № 565 «onderlinge duels» 17:00 uur (UTC+3:30) | Alireza Jahanbakhsh 76' |       | 48' Son Heung-min | Azadistadion, Teheran Toeschouwers: 0 Scheidsrechter: Ahmed Al-Kaf (OMA) |

|                                                                                         |                |       |                                            |                                                                                              |
| 11 november WK 2022 kwalificatie Derde ronde № 566 «onderlinge duels» 14:00 uur (UTC+2) | Libanon        | 1 – 2 | Iran                                       | Gemeentelijk Saidastadion, Sidon Toeschouwers: 0 Scheidsrechter: Abdulrahman Al-Jassim (QAT) |
| 11 november WK 2022 kwalificatie Derde ronde № 566 «onderlinge duels» 14:00 uur (UTC+2) | Soony Saad 37' |       | 90+1' Sardar Azmoun 90+5' Ahmad Nourollahi | Gemeentelijk Saidastadion, Sidon Toeschouwers: 0 Scheidsrechter: Abdulrahman Al-Jassim (QAT) |

|                                                                                         |       |                                                               |      |                                                                                               |
| 16 november WK 2022 kwalificatie Derde ronde № 567 «onderlinge duels» 18:00 uur (UTC+2) | Syrië | 0 – 3                                                         | Iran | Koning Abdoellah II-stadion, Amman (Jordanië) Toeschouwers: 907 Scheidsrechter: Ma Ning (CHN) |
| 16 november WK 2022 kwalificatie Derde ronde № 567 «onderlinge duels» 18:00 uur (UTC+2) |       | 33' Sardar Azmoun 42' (pen.) Ehsan Hajsafi 89' Ali Gholizadeh |      | Koning Abdoellah II-stadion, Amman (Jordanië) Toeschouwers: 907 Scheidsrechter: Ma Ning (CHN) |

### 2022
|                                                                                           |                  |       |      |                                                                             |
| 27 januari WK 2022 kwalificatie Derde ronde № 568 «onderlinge duels» 18:00 uur (UTC+3:30) | Iran             | 1 – 0 | Irak | Azadistadion, Teheran Toeschouwers: 9.354 Scheidsrechter: Chris Beath (AUS) |
| 27 januari WK 2022 kwalificatie Derde ronde № 568 «onderlinge duels» 18:00 uur (UTC+3:30) | Mehdi Taremi 48' |       |      | Azadistadion, Teheran Toeschouwers: 9.354 Scheidsrechter: Chris Beath (AUS) |

|                                                                                           |                  |       |        |                                                                          |
| 1 februari WK 2022 kwalificatie Derde ronde № 569 «onderlinge duels» 18:00 uur (UTC+3:30) | Iran             | 1 – 0 | V.A.E. | Azadistadion, Teheran Toeschouwers: 0 Scheidsrechter: Ahmed Al-Kaf (OMA) |
| 1 februari WK 2022 kwalificatie Derde ronde № 569 «onderlinge duels» 18:00 uur (UTC+3:30) | Mehdi Taremi 44' |       |        | Azadistadion, Teheran Toeschouwers: 0 Scheidsrechter: Ahmed Al-Kaf (OMA) |

|                                                                                      |                                        |       |      |                                                                                      |
| 24 maart WK 2022 kwalificatie Derde ronde № 570 «onderlinge duels» 20:00 uur (UTC+9) | Zuid-Korea                             | 2 – 0 | Iran | Seoul World Cupstadion, Seoel Toeschouwers: 64.375 Scheidsrechter: Chris Beath (AUS) |
| 24 maart WK 2022 kwalificatie Derde ronde № 570 «onderlinge duels» 20:00 uur (UTC+9) | Son Heung-min 45+2' Kim Young-gwon 62' |       |      | Seoul World Cupstadion, Seoel Toeschouwers: 64.375 Scheidsrechter: Chris Beath (AUS) |

|                                                                                         |                                           |       |         |                                                                              |
| 29 maart WK 2022 kwalificatie Derde ronde № 571 «onderlinge duels» 16:00 uur (UTC+4:30) | Iran                                      | 2 – 0 | Libanon | Imam Rezastadion, Mashhad Toeschouwers: 22.453 Scheidsrechter: Fu Ming (CHN) |
| 29 maart WK 2022 kwalificatie Derde ronde № 571 «onderlinge duels» 16:00 uur (UTC+4:30) | Sardar Azmoun 35' Alireza Jahanbakhsh 72' |       |         | Imam Rezastadion, Mashhad Toeschouwers: 22.453 Scheidsrechter: Fu Ming (CHN) |

|                                                                      |                         |       |                                     |                                                                                            |
| 12 juni Vriendschappelijk № 572 «onderlinge duels» 21:00 uur (UTC+3) | Iran                    | 1 – 2 | Algerije                            | Suheim Bin Hamadstadion, Doha Toeschouwers: 600 Scheidsrechter: Mohammed Al-Shammari (QAT) |
| 12 juni Vriendschappelijk № 572 «onderlinge duels» 21:00 uur (UTC+3) | Alireza Jahanbakhsh 64' |       | 44' Riad Benayad 83' Mohamed Amoura | Suheim Bin Hamadstadion, Doha Toeschouwers: 600 Scheidsrechter: Mohammed Al-Shammari (QAT) |

|                                                                           |                  |       |         |                                                                               |
| 23 september Vriendschappelijk № 573 «onderlinge duels» 18:00 uur (UTC+2) | Iran             | 1 – 0 | Uruguay | NV Arena, Sankt Pölten Toeschouwers: 300 Scheidsrechter: Walter Altmann (AUT) |
| 23 september Vriendschappelijk № 573 «onderlinge duels» 18:00 uur (UTC+2) | Mehdi Taremi 79' |       |         | NV Arena, Sankt Pölten Toeschouwers: 300 Scheidsrechter: Walter Altmann (AUT) |

|                                                                           |                                 |       |                   |                                                                                            |
| 27 september Vriendschappelijk № 574 «onderlinge duels» 16:30 uur (UTC+2) | Senegal                         | 1 – 1 | Iran              | motion_invest Arena, Maria Enzersdorf Toeschouwers: 0 Scheidsrechter: Harald Lechner (AUT) |
| 27 september Vriendschappelijk № 574 «onderlinge duels» 16:30 uur (UTC+2) | Morteza Pouraliganji 55' (e.d.) |       | 64' Sardar Azmoun | motion_invest Arena, Maria Enzersdorf Toeschouwers: 0 Scheidsrechter: Harald Lechner (AUT) |

|                                                                             |                  |       |           |                                                                               |
| 10 november Vriendschappelijk № 575 «onderlinge duels» 19:30 uur (UTC+3:30) | Iran             | 1 – 0 | Nicaragua | Azadistadion, Teheran Toeschouwers: 0 Scheidsrechter: Sadullo Gulmurodi (TJK) |
| 10 november Vriendschappelijk № 575 «onderlinge duels» 19:30 uur (UTC+3:30) | Mehdi Torabi 15' |       |           | Azadistadion, Teheran Toeschouwers: 0 Scheidsrechter: Sadullo Gulmurodi (TJK) |

|                                                                          |      |                                    |         |                                                                       |
| 16 november Vriendschappelijk № 576 «onderlinge duels» 16:00 uur (UTC+3) | Iran | 0 – 2                              | Tunesië | Al-Rayyan Trainingscomplex, Doha Toeschouwers: 0 Scheidsrechter: onb. |
| 16 november Vriendschappelijk № 576 «onderlinge duels» 16:00 uur (UTC+3) |      | 62' (pen.) Naïm Sliti 69' Ali Abdi |         | Al-Rayyan Trainingscomplex, Doha Toeschouwers: 0 Scheidsrechter: onb. |

| Wereldkampioenschap voetbal 2022 |
| -------------------------------- |

|                                                                        | |         |                                             | |
| 21 november WK 2022 Groep B № 577 «onderlinge duels» 16:00 uur (UTC+3) | Engeland | 6 – 2   | Iran                                        | Khalifa Internationaal Stadion, Ar Rayyan Toeschouwers: 45.334 Scheidsrechter: Raphael Claus (BRA) Video-assistent: Leodán González (URU) |
| 21 november WK 2022 Groep B № 577 «onderlinge duels» 16:00 uur (UTC+3) | Jude Bellingham 35' Bukayo Saka 43' Raheem Sterling 45+1' Bukayo Saka 62' Marcus Rashford 71' Jack Grealish 90' | Verslag | 65' Mehdi Taremi 90+13' (pen.) Mehdi Taremi | Khalifa Internationaal Stadion, Ar Rayyan Toeschouwers: 45.334 Scheidsrechter: Raphael Claus (BRA) Video-assistent: Leodán González (URU) |

|                                                                        |       |         |                                             | |
| 25 november WK 2022 Groep B № 578 «onderlinge duels» 13:00 uur (UTC+3) | Wales | 0 – 2   | Iran                                        | Ahmed bin Alistadion, Ar Rayyan Toeschouwers: 40.875 Scheidsrechter: Mario Escobar (GUA) Video-assistent: Drew Fischer (CAN) |
| 25 november WK 2022 Groep B № 578 «onderlinge duels» 13:00 uur (UTC+3) |       | Verslag | 90+8' Rouzbeh Cheshmi 90+11' Ramin Rezaeian | Ahmed bin Alistadion, Ar Rayyan Toeschouwers: 40.875 Scheidsrechter: Mario Escobar (GUA) Video-assistent: Drew Fischer (CAN) |

|                                                                        |      |         |                       | |
| 29 november WK 2022 Groep B № 579 «onderlinge duels» 22:00 uur (UTC+3) | Iran | 0 – 1   | Verenigde Staten      | Al Thumamastadion, Doha Toeschouwers: 42.127 Scheidsrechter: Antonio Mateu Lahoz (ESP) Video-assistent: Juan Martínez Munuera (ESP) |
| 29 november WK 2022 Groep B № 579 «onderlinge duels» 22:00 uur (UTC+3) |      | Verslag | 38' Christian Pulisic | Al Thumamastadion, Doha Toeschouwers: 42.127 Scheidsrechter: Antonio Mateu Lahoz (ESP) Video-assistent: Juan Martínez Munuera (ESP) |

|  |  |  |  |  |  |  |  |  |

### 2023
|                                                                          |                         |       |                              |                                                                                  |
| 23 maart Vriendschappelijk № 580 «onderlinge duels» 20:30 uur (UTC+3:30) | Iran                    | 1 – 1 | Rusland                      | Azadistadion, Teheran Toeschouwers: 20.000 Scheidsrechter: Ilgiz Tantasjev (UZB) |
| 23 maart Vriendschappelijk № 580 «onderlinge duels» 20:30 uur (UTC+3:30) | Mehdi Taremi 49' (pen.) |       | 28' (pen.) Anton Mirantsjoek | Azadistadion, Teheran Toeschouwers: 20.000 Scheidsrechter: Ilgiz Tantasjev (UZB) |

|                                                                          |                                        |       |                    |                                                                              |
| 28 maart Vriendschappelijk № 581 «onderlinge duels» 20:30 uur (UTC+3:30) | Iran                                   | 2 – 1 | Kenia              | Azadistadion, Teheran Toeschouwers: 25.000 Scheidsrechter: Zaid Thamer (IRQ) |
| 28 maart Vriendschappelijk № 581 «onderlinge duels» 20:30 uur (UTC+3:30) | Mohammad Mohebi 77' Ramin Rezaeian 84' |       | 51' Michael Olunga | Azadistadion, Teheran Toeschouwers: 25.000 Scheidsrechter: Zaid Thamer (IRQ) |

| Centraal-Aziatisch kampioenschap voetbal 2023 |
| --------------------------------------------- |

|                                                                           | |       |                  |                                                                                            |
| 13 juni Centraal-Azië Cup 2023 № 582 «onderlinge duels» 21:00 uur (UTC+6) | Iran | 6 – 1 | Afghanistan      | Dolen Omurzakovstadion, Bisjkek Toeschouwers: 250 Scheidsrechter: Golmorad Saadollah (TJK) |
| 13 juni Centraal-Azië Cup 2023 № 582 «onderlinge duels» 21:00 uur (UTC+6) | Sardar Azmoun 20' Mehdi Taremi 21' Mehdi Taremi 28' Alireza Jahanbakhsh 45' Mehdi Taremi 51' Reza Asadi 67' |       | 57' Farshad Noor | Dolen Omurzakovstadion, Bisjkek Toeschouwers: 250 Scheidsrechter: Golmorad Saadollah (TJK) |

|                                                                           |                      |       |                                                                                               |                                                                                                |
| 16 juni Centraal-Azië Cup 2023 № 583 «onderlinge duels» 21:00 uur (UTC+6) | Kirgizië             | 1 – 5 | Iran                                                                                          | Dolen Omurzakovstadion, Bisjkek Toeschouwers: 18.000 Scheidsrechter: Achrol Riskoellajev (UZB) |
| 16 juni Centraal-Azië Cup 2023 № 583 «onderlinge duels» 21:00 uur (UTC+6) | Mirlan Moerzajev 52' |       | 34' Mehdi Taremi 39' (pen.) Mehdi Taremi 56' Mehdi Taremi 66' Sardar Azmoun 79' Sardar Azmoun | Dolen Omurzakovstadion, Bisjkek Toeschouwers: 18.000 Scheidsrechter: Achrol Riskoellajev (UZB) |

|                                                                           |             |                   |      |                                                                                    |
| 20 juni Centraal-Azië Cup 2023 № 584 «onderlinge duels» 20:30 uur (UTC+5) | Oezbekistan | 0 – 1             | Iran | Milliystadion, Tasjkent Toeschouwers: 34.000 Scheidsrechter: Kirill Levnikov (RUS) |
| 20 juni Centraal-Azië Cup 2023 № 584 «onderlinge duels» 20:30 uur (UTC+5) |             | 48' Sardar Azmoun |      | Milliystadion, Tasjkent Toeschouwers: 34.000 Scheidsrechter: Kirill Levnikov (RUS) |

|  |  |  |  |  |  |  |  |  |

|                                                                          |           |                     |      |                                                                                     |
| 7 september Vriendschappelijk № 585 «onderlinge duels» 19:00 uur (UTC+3) | Bulgarije | 0 – 1               | Iran | Christo Botevstadion, Plovdiv Toeschouwers: 9.500 Scheidsrechter: Lazar Lukić (SRB) |
| 7 september Vriendschappelijk № 585 «onderlinge duels» 19:00 uur (UTC+3) |           | 14' Mohammad Mohebi |      | Christo Botevstadion, Plovdiv Toeschouwers: 9.500 Scheidsrechter: Lazar Lukić (SRB) |

|                                                                              |                                                                               |       |        |                                                                |
| 12 september Vriendschappelijk № 586 «onderlinge duels» 19:00 uur (UTC+3:30) | Iran                                                                          | 4 – 0 | Angola | Azadistadion, Teheran Scheidsrechter: Mohammed Al-Hoaish (KSA) |
| 12 september Vriendschappelijk № 586 «onderlinge duels» 19:00 uur (UTC+3:30) | Mehdi Taremi 8' Mehdi Taremi 16' Sadegh Moharrami 20' Shahriyar Moghanlou 87' |       |        | Azadistadion, Teheran Scheidsrechter: Mohammed Al-Hoaish (KSA) |

|                                                                         |                     |       |                                                           |                                                                             |
| 12 oktober Vriendschappelijk № 587 «onderlinge duels» 21:00 uur (UTC+3) | Jordanië            | 1 – 3 | Iran                                                      | Amman International Stadium, Amman Scheidsrechter: Mohammed Al-Hoaish (KSA) |
| 12 oktober Vriendschappelijk № 587 «onderlinge duels» 21:00 uur (UTC+3) | Yazan Al-Naimat 74' |       | 6' Sardar Azmoun 28' Mehdi Taremi 90+4' Mehrdad Mohammadi | Amman International Stadium, Amman Scheidsrechter: Mohammed Al-Hoaish (KSA) |

|                                                                         |                                                                                                 |       |       |                                                                        |
| 16 oktober Vriendschappelijk № 588 «onderlinge duels» 21:00 uur (UTC+3) | Iran                                                                                            | 4 – 0 | Qatar | Amman International Stadium, Amman Scheidsrechter: Ahmad Ibrahim (JOR) |
| 16 oktober Vriendschappelijk № 588 «onderlinge duels» 21:00 uur (UTC+3) | Hossein Kanaanizadegan 69' Alireza Jahanbakhsh 73' Sardar Azmoun 75' Hossein Kanaanizadegan 79' |       |       | Amman International Stadium, Amman Scheidsrechter: Ahmad Ibrahim (JOR) |

|                                                                                             |                                                                           |       |          |                                                                                  |
| 16 november WK 2026 kwalificatie Tweede ronde № 589 «onderlinge duels» 18:00 uur (UTC+3:30) | Iran                                                                      | 4 – 0 | Hongkong | Azadistadion, Teheran Toeschouwers: 6.191 Scheidsrechter: Nazmi Nasaruddin (MAS) |
| 16 november WK 2026 kwalificatie Tweede ronde № 589 «onderlinge duels» 18:00 uur (UTC+3:30) | Sardar Azmoun 12' Sardar Azmoun 15' Mehdi Taremi 87' Ramin Rezaeian 90+2' |       |          | Azadistadion, Teheran Toeschouwers: 6.191 Scheidsrechter: Nazmi Nasaruddin (MAS) |

|                                                                                          |                                      |       |                                     |                                                                                             |
| 21 november WK 2026 kwalificatie Tweede ronde № 590 «onderlinge duels» 18:00 uur (UTC+5) | Oezbekistan                          | 2 – 2 | Iran                                | Milliystadion, Tasjkent Toeschouwers: 32.551 Scheidsrechter: Mohammed Abdulla Mohamed (VAE) |
| 21 november WK 2026 kwalificatie Tweede ronde № 590 «onderlinge duels» 18:00 uur (UTC+5) | Oston Oeroenov 52' Igor Sergejev 83' |       | 14' Mehdi Taremi 38' Ramin Rezaeian | Milliystadion, Tasjkent Toeschouwers: 32.551 Scheidsrechter: Mohammed Abdulla Mohamed (VAE) |

### 2024
|                                                                           |                                    |       |                    |                                                                                       |
| 5 januari Vriendschappelijk № 591 «onderlinge duels» 18:00 uur (UTC+3:30) | Iran                               | 2 – 1 | Burkina Faso       | Olympisch Stadion, Kish Toeschouwers: 7.000 Scheidsrechter: Yousif Saeed Hassan (IRQ) |
| 5 januari Vriendschappelijk № 591 «onderlinge duels» 18:00 uur (UTC+3:30) | Mehdi Taremi 42' Omid Ebrahimi 70' |       | 12' Mohamed Konaté | Olympisch Stadion, Kish Toeschouwers: 7.000 Scheidsrechter: Yousif Saeed Hassan (IRQ) |

|                                                                        |           |                                                                                                  |      |                                                                                             |
| 9 januari Vriendschappelijk № 592 «onderlinge duels» 18:00 uur (UTC+3) | Indonesië | 0 – 5                                                                                            | Iran | Ar Rayyan Trainingscomplex, Ar Rayyan Toeschouwers: 0 Scheidsrechter: Mohammed Braheh (QAT) |
| 9 januari Vriendschappelijk № 592 «onderlinge duels» 18:00 uur (UTC+3) |           | 3' Saman Ghoddos 24' Rouzbeh Cheshmi 40' Shahriyar Moghanlou 72' Mehdi Ghayedi 88' Mehdi Ghayedi |      | Ar Rayyan Trainingscomplex, Ar Rayyan Toeschouwers: 0 Scheidsrechter: Mohammed Braheh (QAT) |

| Aziatisch kampioenschap voetbal 2023 |
| ------------------------------------ |

|                                                                             |                                                                                |       |                   | |
| 14 januari Azië Cup 2023 Groep C № 593 «onderlinge duels» 20:30 uur (UTC+3) | Iran                                                                           | 4 – 1 | Palestina         | Education Citystadion, Ar Rayyan Toeschouwers: 27.691 Scheidsrechter: Abdulrahman Al-Jassim (QAT) Video-assistent: Abdulla Al-Marri (QAT) |
| 14 januari Azië Cup 2023 Groep C № 593 «onderlinge duels» 20:30 uur (UTC+3) | Karim Ansarifard 2' Shojae Khalilzadeh 12' Mehdi Ghayedi 38' Sardar Azmoun 55' |       | 45+6' Tamer Seyam | Education Citystadion, Ar Rayyan Toeschouwers: 27.691 Scheidsrechter: Abdulrahman Al-Jassim (QAT) Video-assistent: Abdulla Al-Marri (QAT) |

|                                                                             |          |                   |      | |
| 19 januari Azië Cup 2023 Groep C № 594 «onderlinge duels» 20:30 uur (UTC+3) | Hongkong | 0 – 1             | Iran | Khalifa Internationaal Stadion, Ar Rayyan Toeschouwers: 36.412 Scheidsrechter: Hanna Hattab (SYR) Video-assistent: Hiroyuki Kimura (JPN) |
| 19 januari Azië Cup 2023 Groep C № 594 «onderlinge duels» 20:30 uur (UTC+3) |          | 24' Mehdi Ghayedi |      | Khalifa Internationaal Stadion, Ar Rayyan Toeschouwers: 36.412 Scheidsrechter: Hanna Hattab (SYR) Video-assistent: Hiroyuki Kimura (JPN) |

|                                                                             |                                   |       |                         | |
| 23 januari Azië Cup 2023 Groep C № 595 «onderlinge duels» 18:00 uur (UTC+3) | Iran                              | 2 – 1 | V.A.E.                  | Education Citystadion, Ar Rayyan Toeschouwers: 34.259 Scheidsrechter: Ilgiz Tantasjev (UZB) Video-assistent: Mohammed Al-Hoaish (KSA) |
| 23 januari Azië Cup 2023 Groep C № 595 «onderlinge duels» 18:00 uur (UTC+3) | Mehdi Taremi 26' Mehdi Taremi 65' |       | 90+3' Yahya Al-Ghassani | Education Citystadion, Ar Rayyan Toeschouwers: 34.259 Scheidsrechter: Ilgiz Tantasjev (UZB) Video-assistent: Mohammed Al-Hoaish (KSA) |

|                                                                                    |                                                                          |              |                                                    | |
| 31 januari Azië Cup 2023 Achtste finale № 596 «onderlinge duels» 19:00 uur (UTC+3) | Iran                                                                     | 1 – 1 (n.v.) | Syrië                                              | Abdullah bin Khalifastadion, Doha Toeschouwers: 8.720 Scheidsrechter: Kim Jong-hyeok (KOR) Video-assistent: Kim Hee-gon (KOR) |
| 31 januari Azië Cup 2023 Achtste finale № 596 «onderlinge duels» 19:00 uur (UTC+3) | Mehdi Taremi 34' (pen.)                                                  |              | 64' (pen.) Omar Khribin                            | Abdullah bin Khalifastadion, Doha Toeschouwers: 8.720 Scheidsrechter: Kim Jong-hyeok (KOR) Video-assistent: Kim Hee-gon (KOR) |
| 31 januari Azië Cup 2023 Achtste finale № 596 «onderlinge duels» 19:00 uur (UTC+3) | Strafschoppen                                                            |              |                                                    | Abdullah bin Khalifastadion, Doha Toeschouwers: 8.720 Scheidsrechter: Kim Jong-hyeok (KOR) Video-assistent: Kim Hee-gon (KOR) |
| 31 januari Azië Cup 2023 Achtste finale № 596 «onderlinge duels» 19:00 uur (UTC+3) | Karim Ansarifard Ramin Rezaeian Omid Ebrahimi Mehdi Torabi Ehsan Hajsafi | 5 – 3        | Pablo Sabbag Fahd Youssef Aiham Ousou Alaa Al Dali | Abdullah bin Khalifastadion, Doha Toeschouwers: 8.720 Scheidsrechter: Kim Jong-hyeok (KOR) Video-assistent: Kim Hee-gon (KOR) |

|                                                                                 |                                                      |       |                     | |
| 3 februari Azië Cup 2023 Kwartfinale № 597 «onderlinge duels» 14:30 uur (UTC+3) | Iran                                                 | 2 – 1 | Japan               | Education Citystadion, Ar Rayyan Toeschouwers: 35.640 Scheidsrechter: Ma Ning (CHN) Video-assistent: Sivakorn Pu-udom (THA) |
| 3 februari Azië Cup 2023 Kwartfinale № 597 «onderlinge duels» 14:30 uur (UTC+3) | Mohammad Mohebi 55' Alireza Jahanbakhsh 90+6' (pen.) |       | 28' Hidemasa Morita | Education Citystadion, Ar Rayyan Toeschouwers: 35.640 Scheidsrechter: Ma Ning (CHN) Video-assistent: Sivakorn Pu-udom (THA) |

|                                                                                  |                                                 |       |                                                | |
| 7 februari Azië Cup 2023 Halve finale № 598 «onderlinge duels» 18:00 uur (UTC+3) | Iran                                            | 2 – 3 | Qatar                                          | Al Thumamastadion, Doha Toeschouwers: 40.342 Scheidsrechter: Ahmad Al-Ali (KUW) Video-assistent: Sivakorn Pu-udom (THA) |
| 7 februari Azië Cup 2023 Halve finale № 598 «onderlinge duels» 18:00 uur (UTC+3) | Sardar Azmoun 4' Alireza Jahanbakhsh 51' (pen.) |       | 17' Jassem Gaber 43' Akram Afif 82' Almoez Ali | Al Thumamastadion, Doha Toeschouwers: 40.342 Scheidsrechter: Ahmad Al-Ali (KUW) Video-assistent: Sivakorn Pu-udom (THA) |

|  |  |  |  |  |  |  |  |  |

|                                                                                          | |       |              |                                                                               |
| 21 maart WK 2026 kwalificatie Tweede ronde № 599 «onderlinge duels» 19:30 uur (UTC+3:30) | Iran | 5 – 0 | Turkmenistan | Azadistadion, Teheran Toeschouwers: 23.109 Scheidsrechter: Yusuke Araki (JPN) |
| 21 maart WK 2026 kwalificatie Tweede ronde № 599 «onderlinge duels» 19:30 uur (UTC+3:30) | Hossein Kanaanizadegan 10' Sardar Azmoun 13' Hossein Kanaanizadegan 48' Mohammad Mohebi 56' Omid Noorafkan 90+2' |       |              | Azadistadion, Teheran Toeschouwers: 23.109 Scheidsrechter: Yusuke Araki (JPN) |

|                                                                                       |              |                     |      |                                                                                         |
| 26 maart WK 2026 kwalificatie Tweede ronde № 600 «onderlinge duels» 20:00 uur (UTC+5) | Turkmenistan | 0 – 1               | Iran | Asjchabadstadion, Asjchabad Toeschouwers: 10.230 Scheidsrechter: Sivakorn Pu-udom (THA) |
| 26 maart WK 2026 kwalificatie Tweede ronde № 600 «onderlinge duels» 20:00 uur (UTC+5) |              | 45+5' Mehdi Ghayedi |      | Asjchabadstadion, Asjchabad Toeschouwers: 10.230 Scheidsrechter: Sivakorn Pu-udom (THA) |

|                                                                                     |                                  |       |                                                                                    |                                                                                      |
| 6 juni WK 2026 kwalificatie Tweede ronde № 601 «onderlinge duels» 20:00 uur (UTC+8) | Hongkong                         | 2 – 4 | Iran                                                                               | Hong Kong Stadium, Hongkong Toeschouwers: 9.992 Scheidsrechter: Qasim Al-Hatmi (OMA) |
| 6 juni WK 2026 kwalificatie Tweede ronde № 601 «onderlinge duels» 20:00 uur (UTC+8) | Ma Hei Wai 14' Anthony Pinto 59' |       | 12' (pen.) Mehdi Taremi 34' (pen.) Mehdi Taremi 56' Mehdi Taremi 65' Sardar Azmoun | Hong Kong Stadium, Hongkong Toeschouwers: 9.992 Scheidsrechter: Qasim Al-Hatmi (OMA) |

|                                                                                         |      |       |             |                                                                                 |
| 11 juni WK 2026 kwalificatie Tweede ronde № 602 «onderlinge duels» 20:30 uur (UTC+3:30) | Iran | 0 – 0 | Oezbekistan | Azadistadion, Teheran Toeschouwers: 15.468 Scheidsrechter: Kim Jong-hyeok (KOR) |
| 11 juni WK 2026 kwalificatie Tweede ronde № 602 «onderlinge duels» 20:30 uur (UTC+3:30) |      |       |             | Azadistadion, Teheran Toeschouwers: 15.468 Scheidsrechter: Kim Jong-hyeok (KOR) |

|                                                                                            |                  |       |          |                                                                                       |
| 5 september WK 2026 kwalificatie Derde ronde № 603 «onderlinge duels» 19:30 uur (UTC+3:30) | Iran             | 1 – 0 | Kirgizië | Fuladshahrstadion, Fuladshahr Toeschouwers: 12.077 Scheidsrechter: Yusuke Araki (JPN) |
| 5 september WK 2026 kwalificatie Derde ronde № 603 «onderlinge duels» 19:30 uur (UTC+3:30) | Mehdi Taremi 34' |       |          | Fuladshahrstadion, Fuladshahr Toeschouwers: 12.077 Scheidsrechter: Yusuke Araki (JPN) |

|                                                                                          |        |                     |      |                                                                                           |
| 10 september WK 2026 kwalificatie Derde ronde № 604 «onderlinge duels» 20:00 uur (UTC+4) | V.A.E. | 0 – 1               | Iran | Hazza Bin Zayed Stadion, Al Ain Toeschouwers: 17.826 Scheidsrechter: Kim Jong-hyeok (KOR) |
| 10 september WK 2026 kwalificatie Derde ronde № 604 «onderlinge duels» 20:00 uur (UTC+4) |        | 45+3' Mehdi Ghayedi |      | Hazza Bin Zayed Stadion, Al Ain Toeschouwers: 17.826 Scheidsrechter: Kim Jong-hyeok (KOR) |

|                                                                                        |             |       |      |                                                                                |
| 10 oktober WK 2026 kwalificatie Derde ronde № 605 «onderlinge duels» 19:00 uur (UTC+5) | Oezbekistan | 0 – 0 | Iran | Milliystadion, Tasjkent Toeschouwers: 33.829 Scheidsrechter: Shaun Evans (AUS) |
| 10 oktober WK 2026 kwalificatie Derde ronde № 605 «onderlinge duels» 19:00 uur (UTC+5) |             |       |      | Milliystadion, Tasjkent Toeschouwers: 33.829 Scheidsrechter: Shaun Evans (AUS) |

|                                                                                        |                                                                               |       |                |                                                                                         |
| 15 oktober WK 2026 kwalificatie Derde ronde № 606 «onderlinge duels» 20:00 uur (UTC+4) | Iran                                                                          | 4 – 1 | Qatar          | Al-Rashidstadion, Dubai (V.A.E.) Toeschouwers: 7.890 Scheidsrechter: Yusuke Araki (JPN) |
| 15 oktober WK 2026 kwalificatie Derde ronde № 606 «onderlinge duels» 20:00 uur (UTC+4) | Sardar Azmoun 42' Sardar Azmoun 48' Mohammad Mohebi 65' Mohammad Mohebi 90+8' |       | 17' Almoez Ali | Al-Rashidstadion, Dubai (V.A.E.) Toeschouwers: 7.890 Scheidsrechter: Yusuke Araki (JPN) |

|                                                                                         |                                         |       |                                                           | |
| 14 november WK 2026 kwalificatie Derde ronde № 607 «onderlinge duels» 19:00 uur (UTC+7) | Noord-Korea                             | 2 – 3 | Iran                                                      | Nieuw Nationaal Stadion Laos, Vientiane (Laos) Toeschouwers: 100 Scheidsrechter: Sadullo Gulmurodi (TJK) |
| 14 november WK 2026 kwalificatie Derde ronde № 607 «onderlinge duels» 19:00 uur (UTC+7) | Mehdi Taremi 56' (e.d.) Kim Yu-song 59' |       | 29' Mehdi Ghayedi 45' Mohammad Mohebi 51' Mohammad Mohebi | Nieuw Nationaal Stadion Laos, Vientiane (Laos) Toeschouwers: 100 Scheidsrechter: Sadullo Gulmurodi (TJK) |

|                                                                                         |                                    |       |                                                      |                                                                                    |
| 19 november WK 2026 kwalificatie Derde ronde № 608 «onderlinge duels» 20:00 uur (UTC+6) | Kirgizië                           | 2 – 3 | Iran                                                 | Dolen Omurzakovstadion, Bisjkek Toeschouwers: 10.021 Scheidsrechter: Ma Ning (CHN) |
| 19 november WK 2026 kwalificatie Derde ronde № 608 «onderlinge duels» 20:00 uur (UTC+6) | Joel Kojo 51' Joel Kojo 64' (pen.) |       | 12' Mehdi Taremi 33' Saleh Hardani 76' Sardar Azmoun | Dolen Omurzakovstadion, Bisjkek Toeschouwers: 10.021 Scheidsrechter: Ma Ning (CHN) |

### 2025
|                                                                                         |                                          |       |        |                                                                               |
| 20 maart WK 2026 kwalificatie Derde ronde № 609 «onderlinge duels» 19:30 uur (UTC+3:30) | Iran                                     | 2 – 0 | V.A.E. | Azadistadion, Teheran Toeschouwers: 20.469 Scheidsrechter: Ko Hyung-jin (KOR) |
| 20 maart WK 2026 kwalificatie Derde ronde № 609 «onderlinge duels» 19:30 uur (UTC+3:30) | Sardar Azmoun 45+27' Mohammad Mohebi 70' |       |        | Azadistadion, Teheran Toeschouwers: 20.469 Scheidsrechter: Ko Hyung-jin (KOR) |

|                                                                                         |                                   |       |                                                |                                                                               |
| 25 maart WK 2026 kwalificatie Derde ronde № 610 «onderlinge duels» 19:30 uur (UTC+3:30) | Iran                              | 2 – 2 | Oezbekistan                                    | Azadistadion, Teheran Toeschouwers: 36.702 Scheidsrechter: Ahmed Al-Kaf (OMA) |
| 25 maart WK 2026 kwalificatie Derde ronde № 610 «onderlinge duels» 19:30 uur (UTC+3:30) | Mehdi Taremi 52' Mehdi Taremi 83' |       | 16' Chojimat Erkinov 53' Abbosbek Fayzoellajev | Azadistadion, Teheran Toeschouwers: 36.702 Scheidsrechter: Ahmed Al-Kaf (OMA) |

|                                                                                 |       |   |      |                               |
| 5 juni WK 2026 kwalificatie Derde ronde № 611 «onderlinge duels» n.n.b. (UTC+3) | Qatar | – | Iran | n.n.b. Scheidsrechter: n.n.b. |
| 5 juni WK 2026 kwalificatie Derde ronde № 611 «onderlinge duels» n.n.b. (UTC+3) |       |   |      | n.n.b. Scheidsrechter: n.n.b. |

|                                                                                     |      |   |             |                                              |
| 10 juni WK 2026 kwalificatie Derde ronde № 612 «onderlinge duels» n.n.b. (UTC+3:30) | Iran | – | Noord-Korea | Azadistadion, Teheran Scheidsrechter: n.n.b. |
| 10 juni WK 2026 kwalificatie Derde ronde № 612 «onderlinge duels» n.n.b. (UTC+3:30) |      |   |             | Azadistadion, Teheran Scheidsrechter: n.n.b. |

FFIRI · 
A-internationals · 
Selecties · Bondscoaches · 
Statistieken · 
Iraans vrouwenelftal · 
Iran U21 · 
Iran U20 · 
Iran U19 · 
Iran U18 · 
Iran U17
1940 – 1969 · 
1970 – 1979 · 
1980 – 1989 · 
1990 – 1999 · 
2000 – 2009 · 
2010 – 2019 ·
2020 − 2029
Asian Cup 1960 · 
Asian Cup 1968 · 
Asian Cup 1972 · 
Asian Cup 1976 · 
Asian Cup 1980 · 
Asian Cup 1984 · 
Asian Cup 1988 · 
Asian Cup 1992 · 
Asian Cup 1996 · 
Asian Cup 2000 · 
Asian Cup 2004 · 
Asian Cup 2007 · 
Asian Cup 2011
WK 1978 · 
WK 1998 · 
WK 2006 · 
WK 2014 · 
WK 2018
OS 1964 · 
OS 1972 · 
OS 1976
1941 · 
1942–1946 · 
1947 · 
1948 · 
1949 · 
1950 · 
1951 · 
1952 · 
1953–1957 · 
1958 · 
1959 · 
1960–1961 · 
1962 · 
1963 · 
1964 · 
1965 · 
1966 · 
1967 · 
1968 · 
1969 · 
1970 · 
1971 · 
1972 · 
1973 · 
1974 · 
1975 · 
1976 · 
1977 · 
1978 · 
1979 · 
1980 · 
1981 · 
1982 · 
1983 · 
1984 · 
1985 · 
1986 · 
1987 · 
1988 · 
1989 · 
1990 · 
1991 · 
1992 · 
1993 · 
1994 · 
1995 · 
1996 · 
1997 · 
1998 · 
1999 · 
2000 · 
2001 · 
2002 · 
2003 · 
2004 · 
2005 · 
2006 · 
2007 · 
2008 · 
2009 · 
2010 · 
2011 · 
2012 ·
2013 ·
2014 ·
2015 ·
2016 ·
2017 ·
2018 ·
2019 ·
2020 ·
2021 ·
2022 ·
2023 ·
2024
Afghanistan ·
Albanië ·
Algerije ·
Angola ·
Argentinië ·
Armenië ·
Australië ·
Azerbeidzjan ·
Bahrein ·
Bangladesh ·
Bolivia ·
Bosnië en Herzegovina ·
Botswana ·
Brazilië ·
Bulgarije ·
Burkina Faso ·
Cambodja ·
Canada ·
Chili ·
China ·
Costa Rica ·
Cyprus ·
Denemarken ·
Duitsland ·
Ecuador ·
Egypte ·
Engeland ·
Filipijnen ·
Frankrijk ·
Georgië ·
Ghana ·
Guam ·
Guatemala ·
Guinee ·
Hongarije ·
Hongkong ·
Ierland ·
IJsland ·
India ·
Indonesië ·
Irak ·
Israël ·
Jamaica ·
Japan ·
Jemen ·
Joegoslavië ·
Jordanië ·
Kameroen ·
Kazachstan ·
Kenia ·
Kirgizië ·
Koeweit ·
Kroatië ·
Laos ·
Libanon ·
Libië ·
Litouwen ·
Madagaskar ·
Malediven ·
Maleisië ·
Mali ·
Marokko ·
Mexico ·
Montenegro ·
Mozambique ·
Myanmar ·
Nederland ·
Nepal ·
Nicaragua ·
Nieuw-Zeeland ·
Nigeria ·
Noord-Korea ·
Noord-Macedonië ·
Oeganda ·
Oekraïne ·
Oezbekistan ·
Oman ·
Oostenrijk ·
Pakistan ·
Palestina ·
Panama ·
Papoea-Nieuw-Guinea ·
Paraguay ·
Peru ·
Polen ·
Portugal ·
Qatar ·
Roemenië ·
Rusland ·
Saoedi-Arabië ·
Schotland ·
Senegal ·
Sierra Leone ·
Singapore ·
Slowakije ·
Sovjet-Unie ·
Spanje ·
Sri Lanka ·
Syrië ·
Tadzjikistan ·
Taiwan ·
Thailand ·
Togo ·
Trinidad en Tobago ·
Tsjecho-Slowakije ·
Tunesië ·
Turkije ·
Turkmenistan ·
Uruguay ·
Venezuela ·
Verenigde Arabische Emiraten ·
Verenigde Staten ·
Vietnam ·
Wales ·
Wit-Rusland ·
Zambia ·
Zuid-Jemen ·
Zuid-Korea ·
Zweden
Angola (2006) ·
Argentinië (2014) ·
Bosnië en Herzegovina (2014) ·
Marokko (2018) ·
Mexico (2006) ·
Nigeria (2014) ·
Portugal (2006) ·
Portugal (2018) ·
Spanje (2018)
CONMEBOL: Argentinië · Bolivia · Brazilië · Chili · Colombia · Ecuador · Paraguay · Peru · Uruguay · Venezuela

UEFA: Albanië · Andorra · Armenië · Azerbeidzjan · België · Bosnië en Herzegovina · Bulgarije · Cyprus · Denemarken · Duitsland · Engeland · Estland · Faeröer · Finland · Frankrijk · Georgië · Gibraltar · Griekenland · Hongarije · IJsland · Ierland · Israël · Italië · Kazachstan · Kosovo · Kroatië · Letland · Liechtenstein · Litouwen · Luxemburg · Malta · Moldavië · Montenegro · Nederland · Noord-Ierland · Noord-Macedonië · Noorwegen · Oekraïne · Oostenrijk · Polen · Portugal · Roemenië · Rusland · San Marino · Schotland · Servië · Slovenië · Slowakije · Spanje · Tsjechië · Turkije · Wales · Wit-Rusland · Zweden · Zwitserland

AFC: Australië · China · Irak · Iran · Japan · Libanon · Oezbekistan · Oman · Qatar · Saoedi-Arabië · Syrië · Verenigde Arabische Emiraten · Vietnam · Zuid-Korea

CAF: Algerije · Burkina Faso · Congo-Kinshasa · Egypte · Ghana · Ivoorkust · Kaapverdië · Kameroen · Mali · Marokko · Nigeria · Senegal · Tunesië · Zuid-Afrika

CONCACAF: Canada · Costa Rica · Curaçao · El Salvador · Honduras · Jamaica · Mexico · Panama · Suriname · Verenigde Staten

OFC: Nieuw-Zeeland